# Jerseyville (Illinois)
Pour les articles homonymes, voir Jersey (homonymie).
Jerseyville est une ville de l'Illinois, siège du comté de Jersey aux États-Unis, fondée en 1827.

## Source
- (en) Cet article est partiellement ou en totalité issu de l’article de Wikipédia en anglais intitulé « Jerseyville, Illinois » (voir la liste des auteurs).